# Terminous
Terminous est une census-designated place située dans le comté de San Joaquin, dans l'État de Californie, aux États-Unis. Sa population s’élevait à 381 habitants lors du recensement de 2010.